# Coburg (Oregón)
Coburg es una ciudad ubicada en el condado de Lane en el estado estadounidense de Oregón. En el año 2007 tenía una población de 1,070 habitantes y una densidad poblacional de 213 personas por km².

## Geografía
Coburg se encuentra ubicada en las coordenadas 44°8′14″N 124°3′49″O / 44.13722, -124.06361.

## Demografía
Según la Oficina del Censo en 2000 los ingresos medios por hogar en la localidad eran de $47,500 y los ingresos medios por familia eran $54,250. Los hombres tenían unos ingresos medios de $41,029 frente a los $26,071 para las mujeres. La renta per cápita para la localidad era de $21,696. Alrededor del 7.7% de la población estaban por debajo del umbral de pobreza.